# Горский сельский округ (Орехово-Зуевский район)
Горский сельский округ — упразднённая административно-территориальная единица, существовавшая на территории Орехово-Зуевского района Московской области в 1994—2006 годах.
Горский сельсовет был образован в 1923 году в составе Кудыкинской волости Орехово-Зуевского уезда Московской губернии путём выделения из Кудыкинского с/с.
В 1924—1925 годах Горский с/с был упразднён, а его территория включена в Кудыкинский с/с, но уже 4 ноября 1925 года он был образован вновь.
В 1926 году Горский с/с включал 1 населённый пункт — село Гора.
В 1929 году Горский сельсовет вошёл в состав Орехово-Зуевского района Орехово-Зуевского округа Московской области. При этом к нему были присоединены Высоковский, Кудыкинский, Новский и Сальковский с/с.
14 июня 1954 года к Горскому с/с был присоединён Кабановский с/с.
20 августа 1960 года из Горского с/с в Дровосецкий был передан посёлок 2-го отделения совхоза «Орехово-Зуевский».
1 февраля 1963 года Орехово-Зуевский район был упразднён и Горский с/с вошёл в Орехово-Зуевский сельский район. 11 января 1965 года Горский с/с был возвращён в восстановленный Орехово-Зуевский район.
3 февраля 1994 года Горский с/с был преобразован в Горский сельский округ.
8 апреля 2004 года к Горскому с/о был присоединён Горбачихинский сельский округ.
22 июня 2004 года из Горского с/о в черту города Ликино-Дулёво был передан посёлок Дорожного управления № 754.
В ходе муниципальной реформы 2004—2005 годов Горский сельский округ прекратил своё существование как муниципальная единица. При этом все его населённые пункты были переданы в сельское поселение Горское.
29 ноября 2006 года Горский сельский округ исключён из учётных данных административно-территориальных и территориальных единиц Московской области.